# Takashi Sasano
Takashi Sasano (笹野 高史?, Sasano Takashi; Taga, 22 giugno 1948) è un attore giapponese.
Attivo in televisione e al cinema dall'inizio degli anni ottanta, in Occidente è meglio noto per aver interpretato l'addetto alla cremazione nel film premio Oscar Departures (2008) e il frequentatore delle terme in Thermae Romae (2012).

## Filmografia

### Cinema
- Ryûji, regia di Tôru Kawashima (1983)
- Mâjan hourouki, regia di Makoto Wada (1984)
- Hissatsu 4: Urami harashimasu, regia di Kinji Fukasaku (1987)
- Otoko wa tsurai yo: Shiretoko bojô, regia di Yōji Yamada (1987)
- Otoko wa tsurai yo: Torajiro monogatari, regia di Yōji Yamada (1987)
- Saraba itoshiki hito yo, regia di Masato Harada (1987)
- Dauntaun hirozu, regia di Yōji Yamada (1988)
- Bokura no nanoka-kan sensô, regia di Hiroshi Sugawara (1988)
- Ijin-tachi to no natsu, regia di Nobuhiko Obayashi (1988)
- Tsuribaka nisshi, regia di Tomio Kuriyama (1988)
- Pekin no suika, regia di Nobuhiko Obayashi (1989)
- Tsuribaka nisshi 2, regia di Tomio Kuriyama (1989)
- Otoko wa tsurai yo: Boku no ojisan, regia di Yōji Yamada (1989)
- Tobu yume wo shibaraku minai, regia di Eizô Sugawa (1990)
- Otoko wa tsurai yo: Torajiro no kyuujitsu, regia di Yôji Yamada (1990)
- Shizukanaru Don, regia di Tsutomu Kashima (1991)
- Otoko wa tsurai yo: Torajiro no kokuhaku, regia di Yôji Yamada (1991)
- Tsuribaka nisshi 4, regia di Tomio Kuriyama (1991)
- Shizukanaru Don 2, regia di Tsutomu Kashima (1992)
- Za Chugaku kyoshi, regia di Hideyuki Hirayama (1992)
- Kantsubaki, regia di Yasuo Furuhata (1992)
- Tsuribaka nisshi 5, regia di Tomio Kuriyama (1992)
- Kin chan no Cinema Jack, regia collettiva (1993)
- A Class to Remember (1993)
- The Geisha House (1999)
- Keiho (1999)
- Last Scene (2002)
- Bright Future (2003)
- No One's Ark (2003)
- Kakushi ken oni no tsume (隠し剣 鬼の爪 Kakushi ken: Oni no tsume), regia di Yōji Yamada (2004)
- Ame Yori Setsunaku (2005)
- Metro ni Notte (2006)
- Love and Honor (2006)
- Nezu no Ban (2006)
- Tsuribaka Nisshi 17 (2006)
- Kabei: Our Mother (2008)
- 10 Promises to My Dog (2008)
- Departures (2008)
- Mt. Tsurugidake (2009)
- Dear Doctor (2009)
- Asahiyama Zoo Story: Penguins in the Sky (2009)
- Surely Someday (2010)
- Otōto (2010)
- Wasao (2011)
- Cut, regia di Amir Naderi (2011)
- Hara-Kiri: Death of a Samurai (2011)
- Slapstick Brothers (2011)
- Tenchi: The Samurai Astronomer (2012)
- Thermae Romae (2012)
- 125 Years Memory (2015)
- Creepy (2016)
- Golden Orchestra (2016)
- What a Wonderful Family! (2016)
- Sanpo suru shinryakusha (2017)
- Recall (2018)
- What a Wonderful Family! 3: My Wife, My Life (2018)
- Life in Overtime (2018)
- Masquerade Hotel (2019)
- Tora-san, Wish You Were Here (2019), Gozen-sama
- Haruka no Sue (2019)
- The 47 Ronin in Debt (2019), Ochiai Yozaemon
- They Say Nothing Stays the Same (2019)
- Labyrinth of Cinema (2020)
- Daisuke Jigen (2023)

### Televisione
- Aoi Tokugawa Sandai (2000) – Torii Mototada
- Tenchijin (2009) – Toyotomi Hideyoshi
- Shinzanmono (2010)
- Keisei Saimin no Otoko Part 1 (2015) – Inoue Kaoru
- Shuriken Sentai Ninninger (2015) – Yoshitaka Igasaki
- Super salaryman Saenai-shi (2016) - anziano misterioso
- Nobunaga Moyu (2016) – Yoshida Kanemi
- Chiisana Hashi de (2017)
- Ishitsubute (2017)
- Brother and Sister (2018)
- Supai no tsuma, regia di Kiyoshi Kurosawa – film TV (2020)